# Louis Bouschet
Louis Bouschet né Marie Jean Louis Bouschet à Montpellier le 22 mars 1783 et mort dans la même ville le 29 janvier 1876,  est un obtenteur de cépages hybrides de vignes, du début du XIXe siècle.

## Biographie
Dès 1829, il procède au croisement de deux cépages, le Teinturier et l'Aramon, pour obtenir une vigne plus productive et au jus plus coloré,. Ces expériences d'hybridation de plantes ont été citées par Charles Darwin et Carl Vogt, dans leur ouvrage De la variation des animaux et des plantes sous l'action de la domestication. Il est le père d'Henri Bouschet.

## Hybrides créés par Louis Bouschet

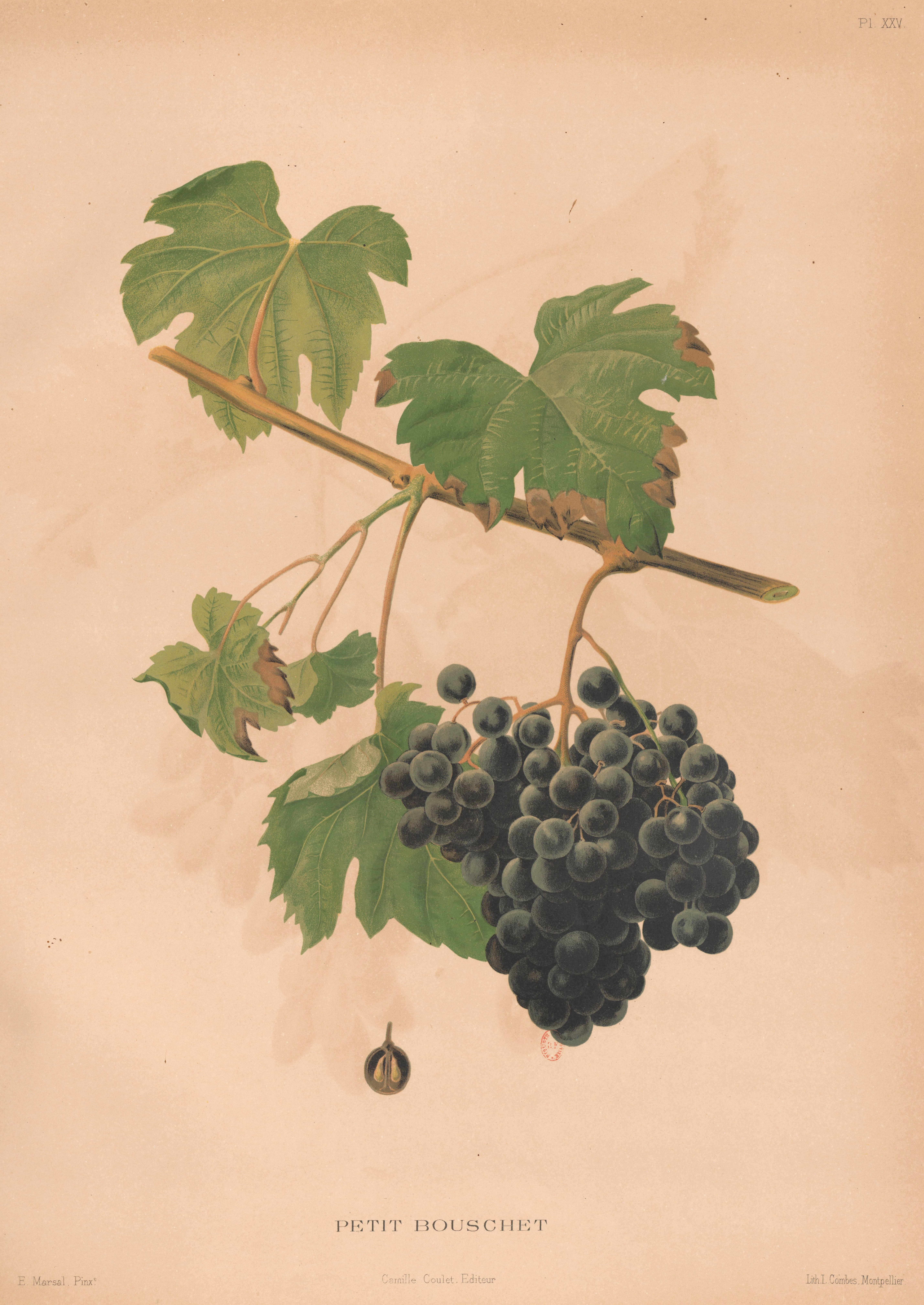
Lithographie du Petit Bouschet.

- Petit Bouschet[6]